# La Dixième Symphonie
Pour plus de détails, voir Fiche technique et Distribution.
La Dixième Symphonie est un film français muet réalisé par Abel Gance, sorti en 1918.

## Synopsis
Une riche jeune femme, Ève Dinant (Emmy Lynn), tue accidentellement Varna, la sœur de son amant Fred Ryce (Jean Toulout). Celui-ci est un noceur qui dilapide  l'argent d'Ève au jeu et celle-ci désire le quitter, mais Fred exerce un chantage sur elle : il promet de ne pas dénoncer son crime à la police si leur relation continue. Au bout de quelque temps, Fred consent cependant à disparaitre de la vie d’Ève contre une importante somme d’argent.
Un an plus tard, Ève épouse Enric Damor (Séverin-Mars), un compositeur célèbre qui ignore tout de son passé. La fille de Damor, Claire (avec laquelle Ève s’entend à merveille), est fiancée au marquis de Groix St-Blaise (André Lefaur), mais elle  rencontre par hasard Fred Ryce et en tombe amoureuse. Enric Damor consent au mariage de sa fille avec Ryce et Ève cherche alors à empêcher cette union. Alors que Fred la menace de révéler le meurtre qu’elle a commis jadis, Enric Damor soupçonne sa femme d’aimer Fred. La douleur lui inspire une symphonie (« la Dixième symphonie ») qu’il joue à l’occasion des fiançailles de sa fille. Fred Ryce renonce à épouser Claire à condition qu’Ève redevienne sa maitresse, ce qu’elle accepte à contrecœur, toujours sous la menace de voir son crime révélé.
Pour se venger de Fred, Claire se rend chez lui, alors qu’Ève s’y trouve, et le menace avec un revolver, mais Ryce pointe alors une arme contre Ève et Claire, puis finalement il retourne son arme contre lui-même et se tue. Ève explique alors à Claire le chantage dont elle était l’objet parce qu’elle avait tué la sœur de Fred dans cette même pièce. Puis toutes deux retournent à leur domicile retrouver Enric Damor, et leur vie reprend comme auparavant.

## Fiche technique
- Titre : La Dixième Symphonie
- Réalisation : Abel Gance
- Scénario : Abel Gance
- Photographie : Léonce-Henri Burel
- Montage : Marguerite Beaugé
- Musique : Michel-Maurice Lévy
- Chorégraphie : Ariane Hugon
- Production : Louis Nalpas[1]
- Société de production : Vandal et Delac
- Société de distribution : Pathé Frères
- Pays de production :  France
- Format : Noir et blanc - 1,33:1 - Film muet - 35 mm
- Genre : Drame
- Durée : 94 minutes
- Date de sortie :
  - France : 1er novembre 1918

## Distribution
- Séverin-Mars : Enric Damor
- Emmy Lynn : Eve Dinant
- Jean Toulout : Fred Ryce
- André Lefaur : le marquis de Groix St-Blaise
- Élisabeth Nizan[2] : Claire Damor
- Ariane Hugon : la danseuse